# الهاشمي نايت جودي
الهاشمي نايت جودي (7 أكتوبر 1946- 29 نوفمبر 2001) هو سياسي جزائري، طبيب جراح، متشدد الأمازيغية، وهو عضو مؤسس في الرابطة الجزائرية الأولى للدفاع عن حقوق الإنسان، قائد جبهة القوى الاشتراكية (FFS) ووزير في فترة رئاسة محمد بوضياف.

## سيرة
ولد الهاشمي نايت جودي في 7 أكتوبر 1946 في جامع سهاريدج، في القبايل (الجزائر). جراح، وهو يمارس في الجزائر وفرنسا، في مستشفى أمبرواز باري (بولوني بيلانكور).
انضم إلى جبهة القوى الاشتراكية (FFS) في عام 1974، عندما كان هذا الحزب لا يزال ينشط في السر. في عام 1980، أثناء وجوده في فرنسا، دعم بنشاط الحركة من أجل الاعتراف بالهوية الأمازيغية. بعد ثلاث سنوات عاد إلى الجزائر حيث شارك في إنشاء أول رابطة جزائرية للدفاع عن حقوق الإنسان. أصبح نائب الأمين العام. في عام 1985، ألقي القبض عليه بسبب أنشطته المعارضة. وقد مثل أمام محكمة أمن الدولة بالمدية، التي حكمت عليه بالسجن لمدة عامين.
بعد اغتيال علي مسيلي في باريس، في 7 أبريل 1987، أصبح الرجل الثاني في جبهة القوى الاشتراكية إلى جانب حسين آيت أحمد، الذي كان يستعد بفعالية للعودة إلى الجزائر (ديسمبر 1989). بعد تشريعيات الحزب، أصبح أمينًا عامًا حتى المؤتمر الأول في عام 1991. في العام التالي، تم تعيينه وزيراً للبريد والاتصالات برئاسة محمد بوضياف. غادر الحكومة بعد اغتياله في 29 يونيو 1992.
توفي الخميس 29 نوفمبر 2001 في Hôpital de la Salpêtrière في باريس، خلال عملية جراحية في القلب والأوعية الدموية.